# Marcis Steinbergs
Mārcis Šteinbergs va néixer el 28 d'agost de 2001. És un jugador de bàsquet letó que juga al Baxi Manresa de la Lliga ACB. Representa la selecció sènior de Letònia. Fa 2.08 m d'alçada i juga a la posició d'aler pivot.
Mārcis va començar la seva carrera a l'equip de la seva ciutat natal BK Ogre. El gener de 2019 va signar un contracte a llarg termini amb el CB Gran Canaria. Després de jugar principalment amb el segon equip de Lliga EBA i LEB Plata, Šteinbergs va signar contracte amb el Baxi Manresa. Amb el Manresa va jugar la Final Four de la Champions League de bàsquet 2022.
Mārcis va representar Letònia al Campionat d'Europa sub-18 el 2018 i el 2019. Šteinbergs ha estat convocat a la selecció de Letònia.
La germana de Mārcis, Anete Šteinberga, juga a l'equip nacional de bàsquet femení de Letònia.